# 河合拳士朗
河合 拳士朗（かわい けんしろう、1995年〈平成7年〉1月22日 - ）は、日本の俳優。愛知県出身。

## 来歴・人物
高校生の頃、テレビに出たいという思いから俳優になることを決意。
2015年　舞台「月あかりに照らされて」にて初舞台出演。
2018年　舞台「ザ・池田屋！」に出演。
2019年　PARCOプロデュース舞台「転校生」に出演。応募総数2000件を超える公募オーディションで42名のキャストの内の1人として選ばれ、西岡アラタ役を演じた。
2022年　2021年の2.5次元ダンスライブ「ツキウタ。」 ステージ第11幕「月花神楽〜黒と白の物語〜」に引き続き、第12幕「裏斬心-Children are sometimes ruthless and cruel.-」に出演。
同年8月には、舞台「THE STAGEラッキードッグ1 Paradise Lost+」にアルヴィン役として出演。
2023年　自身が親交のあった安藤勇雅、岩井克之、明星圭太を誘う形で、「俺フィク：俺たちはフィクションです」を結成、YouTubeやTikTokを中心に動画を投稿している。
2024年　オクチナオシ第4回公演「浪人たちのいるところ」に河合修役として出演。
2024年6月にVACAR ENTERTAINMENTを退所してからは、フリーで活動している。
身長175cm、特技はマジック、バスケットボール。趣味は蕎麦巡り。学生時代はバスケ部に所属していた。背番号は6。
飛行機に乗ったことがない。弟と妹が1人ずついる。MBTIはESTJで、血液型はA型。
「何も言わなくてもWikipediaに書かれちゃうくらい仕事したい」と話している。

## 出演

### 舞台
- 月あかりに照らされて（2015年4月1日 - 4月5日、上野ストアハウス）- 環 役
- ウラワライ2（2016年10月4日 - 10月9日、千本桜ホール）
- ザ・池田屋！（2018年4月20日 - 4月30日、紀伊國屋ホール）
- 転校生（2019年8月17日 - 8月27日、紀伊國屋ホール） - 西岡アラタ 役
- 贈られた命-此処に産まれた意味-（2020年9月15日 - 9月22日、日暮里d-倉庫） - クロ 役
- 狂人のつぶやき（2021年4月13日 - 4月18日、シアターグリーンBOX in BOX THEATER） - 加賀陸 役
- コインランドリーシンドローム（2021年6月22日 - 6月27日、日暮里d-倉庫） - 蒼 役
- 2.5次元ダンスライブ「ツキウタ。」 ステージ第11幕「月花神楽〜黒と白の物語〜」 (2021年9月30日 - 10月11日、ヒューリックホール東京)
- 2.5次元ダンスライブ「ツキウタ。」 ステージ 第12幕「裏斬心-Children are sometimes ruthless and cruel.-」 （2022年3月25日 - 4月3日、日本青年館ホール）
- 今日は楽しいお葬式（2022年7月21日 - 7月25日、両国・Air studio） - 一郎 役
- THE STAGEラッキードッグ1 Paradise Lost+（2022年8月26日 - 8月29日、飛行船シアター） - アルヴィン 役
- シンデレラガールは誰だ（2023年1月26日 - 1月30日） - 御前崎徹也 役
- 浪人たちのいるところ（2024年1月25日 - 1月29日、高田馬場ラビネスト） - 河合修 役
- な女（2024年4月10日 - 4月21日、シアター・アルファ東京）- 安藤 / 北川 役
- 俺たちはヒーローです（2024年5月11日、ステージカフェ下北沢亭） - レッド 役
- へだての団欒（2025年4月23日 - 4月27日、小劇場B1） - 航平 役

### TV
- 花燃ゆ（2015年1月4日-12月13日、NHK）
- 真田丸（2016年1月10日 - 12月18日、NHK）
- とと姉ちゃん（2016年4月4日 - 10月1日、NHK）
- トットてれび（2016年4月30日 - 6月18日、NHK）
- ジャンクSPORTS：スポーツ漫画みたいな話SP（2020年10月4日、フジテレビ）

### 映画
- FLY-ZERO-（2023年11月22日公開）